# Palazzo delle Congregazioni

Vista do palácio e seus dois edifícios flanqueando a Via della Conciliazione. À esquerda o edifício norte e à direita, o sul.

Palazzo delle Congregazioni é um palácio dividido em duas estruturas flanqueando a Piazza Papa Pio XII (antiga Piazza Rusticucci), bem no começo da Via della Conciliazione, na fronteira do rione Borgo de Roma e a Cidade do Vaticano. São conhecidos também como Palazzi dei Propilei por causa de seus proeminentes propileus.

## História

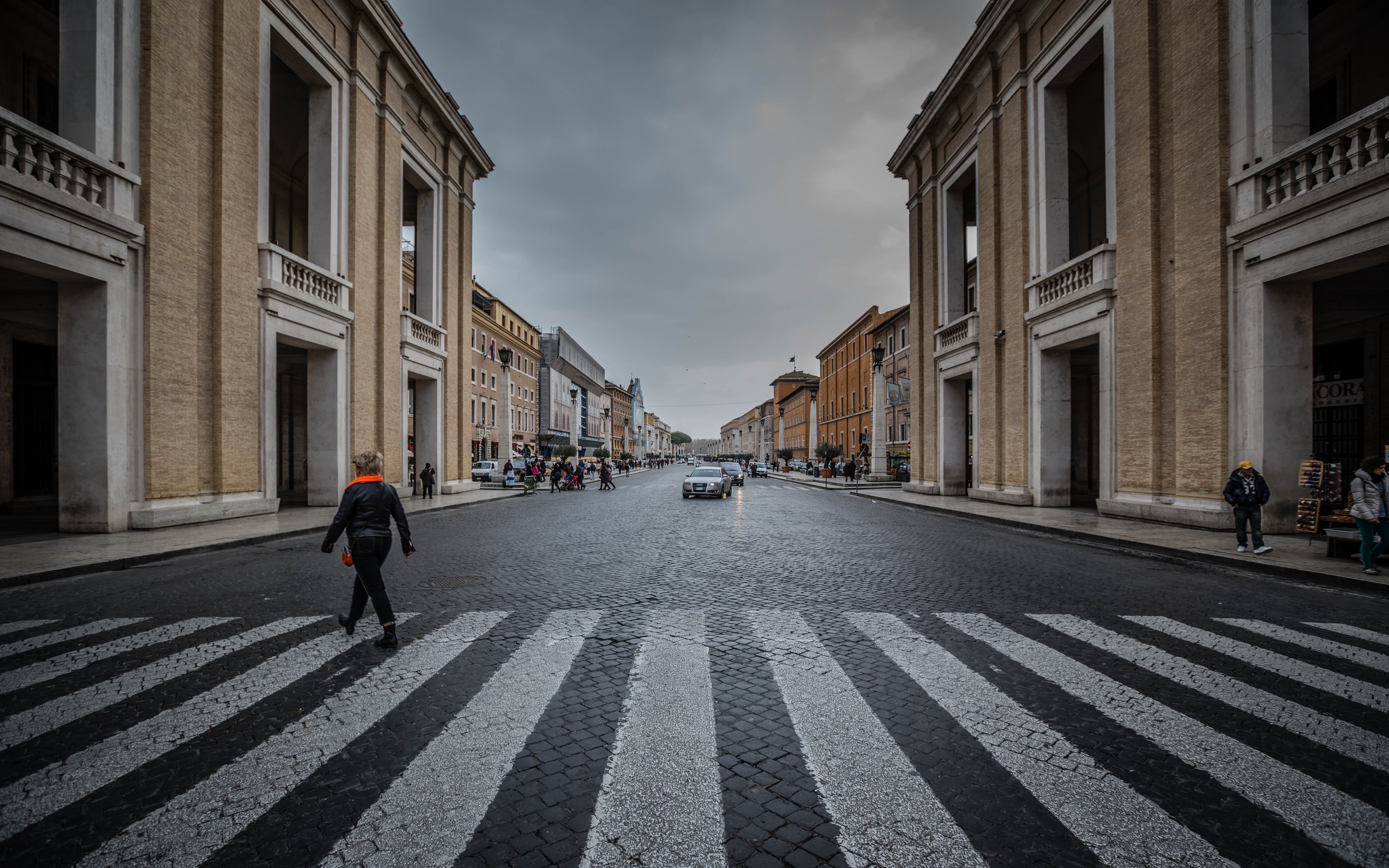
O belo efeito de "porta monumental" realizado pelo palácio no início da Via della Conciliazione.

Construído no final da década de 1930, os dois edifícios — o edifício norte e o edifício sul — atualmente abrigam diversas congregações da Cúria Romana: 
- Edifício norte (n.º 10)
  - Congregação para a Educação Católica[1]
  - Congregação para os Institutos de Vida Consagrada e Sociedades de Vida Apostólica[2]
  - Congregação para as Causas dos Santos (norte)[3]
  - Congregação para os Bispos[4]
- Edifício sul (n.º 3)
  - Congregação para o Culto Divino e Disciplina dos Sacramentos[5]
  - Congregação para o Clero[6]

As outras três congregações da Cúria têm sedes próprias em outros palácios em Roma: a Congregação para a Evangelização dos Povos está no Palazzo di Propaganda Fide, a Congregação para a Doutrina da Fé está no Palazzo del Sant'Uffizio e a Congregação para as Igrejas Orientais está no Palazzo dei Convertendi.

## Panorama

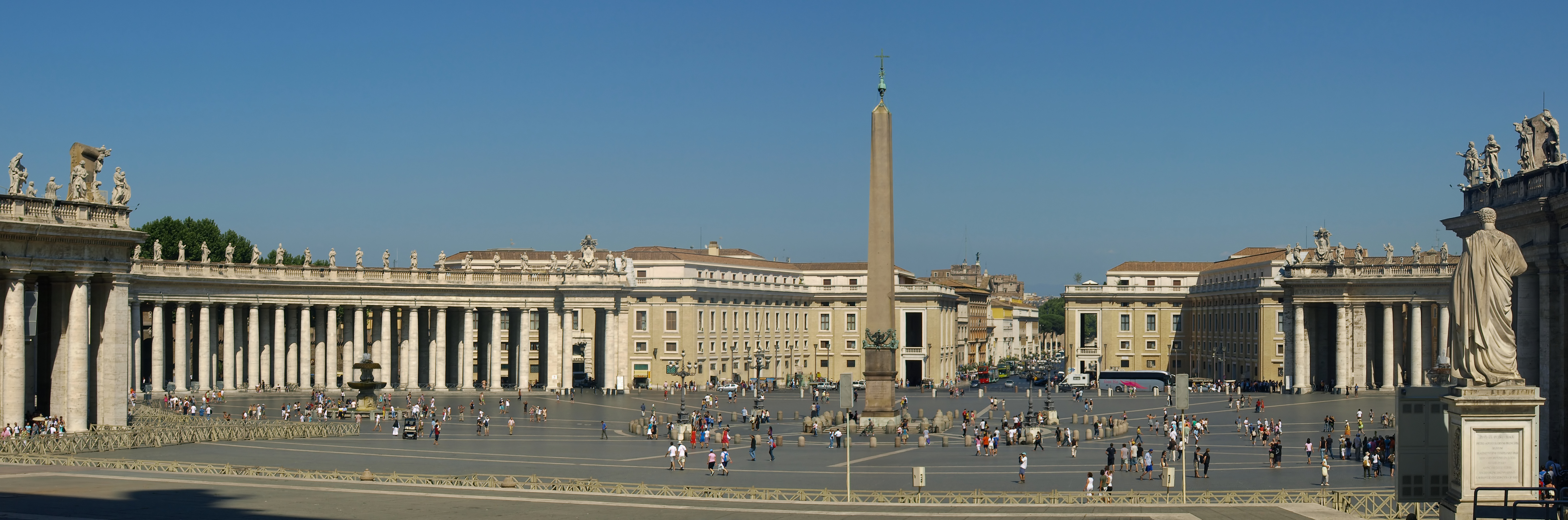
Vista dos palácios a partir da Praça de São Pedro.